# Ramphocelus nigrogularis
Ramphocelus nigrogularis е вид птица от семейство Тангарови (Thraupidae).

## Разпространение
Видът е разпространен в Боливия, Бразилия, Еквадор, Колумбия и Перу.